# Consumed
Pour le groupe anglais, voir Consumed (groupe).
Albums de Plastikman
Musik
(1994) Artifakts (bc)
(1998)
Consumed est le quatrième album de Plastikman (alias Richie Hawtin), sorti en 1998 sur son label Minus. Bien qu'étant sorti avant Artifakts (bc), il a été en réalité conçu après ce dernier (dans le titre Artifakts (bc), « bc » signifie en effet « before Consumed »).

## Caractéristiques

### Pochette
La pochette est très fortement inspirée par les travaux d'Anish Kapoor,. Elle est constituée d'un digipak cartonné dont l'extérieur est totalement noir et pourvu d'une découpe en son centre, laquelle laisse apparaître un rectangle indigo.

## Réception
Consumed est très souvent salué par la critique comme le meilleur album de Plastikman et figure régulièrement dans les bilans des magazines spécialisés. Ainsi, la rédaction de Trax le place parmi les 50 meilleurs albums de la décennie 1989-1999 ainsi que dans son hors-série de 2004 recensant les 100 disques de musique électronique indispensables ; l'équipe de Magic le sélectionne à la dixième place de son classement des meilleurs albums de 1998.

## Liste des morceaux
| 1.    | Contain        | 8:29  |
| 2.    | Consume        | 11:20 |
| 3.    | Passage (In)   | 0:54  |
| 4.    | Cor Ten        | 6:51  |
| 5.    | Convulse (Sic) | 1:23  |
| 6.    | Ekko           | 3:56  |
| 7.    | Converge       | 4:24  |
| 8.    | Locomotion     | 8:49  |
| 9.    | In Side        | 12:38 |
| 10.   | Consumed       | 11:42 |
| 11.   | Passage (Out)  | 3:12  |
| 73:38 |                |       |